# Association for Women in Mathematics
Pour les articles homonymes, voir AWM.
L'Association for Women in Mathematics (« Association pour les Femmes en mathématiques ») est une organisation à but non lucratif dont le but est de promouvoir l'égalité de traitement des femmes et des jeunes filles en mathématiques ainsi que de les encourager à embrasser des carrières dans ce domaine scientifique.

## Histoire
L'association est fondée en 1971 sous l'intitulé Association of Women Mathematicians, par les mathématiciennes Mary Gray, Alice T. Schafer et Lenore Blum. Elles sont les trois les premières présidentes de cette association féminine.
Dans A Brief History of the Association for Women in Mathematics: The Presidents' Perspectives, Lenore Blum rapporte que : Selon les souvenirs de Judy Green (avec la confirmation de Chandler Davis (en)) : « l'idée formelle de femmes se rassemblant et formant un caucus est émise publiquement au congrès MAG [Mathematics Action Group] en 1971 […] à Atlantic City. Joanne Darken, alors enseignante à l'Université Temple s'est levée et a suggéré que les femmes présentes restent et forment un caucus. J'ai pu recenser six femmes qui restèrent : moi (j'étais étudiante à Maryland à l'époque), Joanne Darken, Mary Gray (elle était déjà à la American University), Diane Laison (alors enseignante à Temple), Gloria Olive (alors Senior Lecturer à l'université d'Otago, en Nouvelle-Zélande, en visite aux États-Unis à l'époque) et Annie Selden […] Ce qui est arrivé ensuite n'est pas absolument clair, excepté que j'ai personnellement toujours pensé que Mary était responsable de organisation de tout cela... ». Mary Gray, organisatrice et première présidente, place une annonce dans les Notices of the AMS de février 1971, puis écrit le premier numéro de la AWM Newsletter en mai. Les premiers objectifs de l'association se focalisent sur un salaire égal pour un travail égal, ainsi qu'une égale considération pour l'admission en second cycle et un soutien une fois entrées ; pour des postes en faculté à tous les niveaux ; pour des promotions et des postes ; pour des postes administratifs ; et pour des bourses gouvernementales, des postes dans des comités de lecture dans des organisations professionnelles.
Alice T. Shafer qui succède à Mary Gray comme deuxième présidente de l'AWM, installe le bureau de l'AWM au Wellesley College. L'AWM commence à ce moment à avoir une présence durable et établie sur la scène mathématique. L'AWM organise un congrès annuel lors des Joint Mathematics Meetings (en). En 2011 l'association initie un symposium de recherche biennal à l'occasion de la célébration du 40e anniversaire.
En 2018, l’association, dont le siège est à Fairfax en Virginie, compte 5 200 membres, parmi lesquels 250 membres institutionnels. L'association publie une lettre d'information bimestrielle.

## Conférences
L'AWM parraine trois conférences :
- La conférence Noether honore des femmes qui « ont apporté des contributions fondamentales et soutenues aux sciences mathématiques ». Décernée en association avec la American Mathematical Society (AMS), la conférence est donnée à l'occasion des Joint Mathematics Meetings (en) annuels.
- La conférence Falconer honore des femmes qui « ont apporté des contributions distinguées en mathématiques ou dans l'enseignement des mathématiques ». Décernée en association avec la Mathematical Association of America (MAA), la conférence est donnée à l'occasion du MathFest (en) annuel.
- La conférence Sofia Kovalevskaïa honore des femmes qui « ont apporté des contributions distinguées en mathématiques appliquées ou numériques ». Décernée en association avec la Society for Industrial and Applied Mathematics (SIAM), la conférence est donnée à l'occasion du congrès annuel de la SIAM.

## Prix
L'AWM parraine plusieurs prix chaque année :
- le prix Michler décerné annuellement à une femme récemment nommée en mathématiques. Le prix finance un semestre de résidence à l'université Cornell sans obligations d'enseignement.
- le prix Humphreys décerné annuellement pour « des activités remarquables de mentorat d'une femme en mathématiques ».
- le prix Alice T. Schafer décerné annuellement à « une étudiante de licence pour son excellence en mathématiques ».
- le prix Louise-Hay décerné annuellement pour « des résultats remarquables d'une femme en enseignement des mathématiques ».
- l'AWM Service Award (en) décerné annuellement à des femmes aidant à promouvoir et soutenir des femmes en mathématiques à travers un engagement voluntaire exceptionnel envers l'Association for Women in Mathematics.
- le prix Joan-et-Joseph-Birman décerné chaque année impaire depuis 2015 pour « des recherches exceptionnelles en topologie/géométrie ».
- le prix de recherche AWM–Microsoft en algèbre et théorie des nombres décerné chaque année paire depuis 2014 pour « des recherches exceptionnelles en algèbre/théorie des nombres ».
- le prix Sadosky décerné chaque année paire depuis 2014 pour « des recherches exceptionnelles en analyse ».
- le AWM Dissertation Prize ; un prix annuel attribué depuis 2017 ; il est décerné pour un maximum de trois thèses de doctorat exceptionnelles présentées par des femmes scientifiques en mathématiques et défendues au cours des 24 mois précédant les délibérations pour l'attribution du prix.

Par ailleurs, le programme de bourses AWM (Fellows) distingue des « personnes qui ont démontré une implication soutenue au soutien à l'avancement des femmes dans les mathématiques ».

## Présidentes
- Mary Gray, 1971-1973
- Alice T. Schafer, 1973-1975
- Lenore Blum, 1975-1979
- Judith Roitman, 1979-1981
- Bhama Srinivasan, 1981-1983
- Linda Preiss Rothschild, 1983-1985
- Linda Keen, 1985-1987
- Rhonda Hughes, 1987-1989
- Jill P. Mesirov, 1989-1991
- Carol Wood, 1991-1993
- Cora Sadosky, 1993-1995
- Chuu-Lian Terng, 1995-1997
- Sylvia Wiegand, 1997-1999
- Jean Taylor, 1999-2001
- Suzanne Lenhart, 2001-2003
- Carolyn Gordon, 2003-2005
- Barbara Keyfitz, 2005-2007
- Cathy Kessel, 2007-2009
- Georgia Benkart, 2009-2011
- Jill Pipher, 2011-2013
- Ruth Charney, 2013-2015
- Kristin Lauter, 2015-2017
- Ami Radunskaya, 2017-2019
- Ruth Haas, 2019-2021.
- Kathryn Leonard, 2021-2023
- Talitha Washington 2023-2025